# (16166) Jonlii
(16166) Jonlii (2000 AQ84) – planetoida z pasa głównego asteroid okrążająca Słońce w ciągu 4,26 lat w średniej odległości 2,63 j.a. Odkryta 5 stycznia 2000 roku.